# منتخب أندورا لسباعيات الرغبي
منتخب أندورا لاتحاد الرغبي هو ممثل أندورا الرسمي في المنافسات الدولية في سباعيات الرغبي .